# Carpathian Wolves
Carpathian Wolves è il primo album della one man band Graveland pubblicato sotto l'etichetta Eternal Devils limitato a 500 copie. Furono realizzate 500 copie in vinile nello stesso anno dalla No colours records.

## Tracce
1. Carpathian Wolves (Intro) - 03:36
2. Barbarism Returns - 05:14
3. In the Northern Carpathians (Intro) - 01:02 (Strumentale)
4. In the Northern Carpathians - 05:10
5. Impaler of Wallachia - 08:54
6. Witches' Holocaust - 07:38
7. At the Pagan Samhain Night - 08:12
8. Unpunished Herd / Into the War (Outro) - 07:20

## Formazione
- Rob Darken - voce, tastiere, chitarra
- Capricornus - batteria, voce
- Karcharoth - basso, voce